# Ein Polizei-Film
Ein Polizei-Film (Originaltitel: Una película de policías) ist ein mexikanischer Langfilm von Alonso Ruizpalacios aus dem Jahr 2021. Die Netflix-Produktion, die Elemente des Spiel- und Dokumentarfilms miteinander verbindet, wurde bei der 71. Berlinale uraufgeführt.

## Handlung
Zwei professionelle Schauspieler schlüpfen in die Rollen von Polizisten und vermitteln auf diese Weise Innenansichten aus deren Berufsalltag.
Der Familientradition folgend, treten Teresa und Montoya der Polizei von Mexiko-Stadt bei. Ihre Überzeugungen und Hoffnungen werden aber durch das dysfunktionale System zerstört. Auch sind die beiden bei der Ausübung ihres Berufs Feindseligkeiten ausgesetzt. Teresa und Montoya bleibt ihre Liebesbeziehung als einzige Zuflucht.

## Hintergrund
Ein Polizei-Film ist der dritte Spielfilm von Alonso Ruizpalacios, für den er auch gemeinsam mit David Gaytán das Drehbuch verfasste. Das Projekt wurde als „innovatives Dokumentar- und Erzählexperiment“ angepriesen, das den Betrachter in „einen ungewöhnlichen Raum eintauchen“ lasse. Es handelt sich um eine Netflix-Eigenproduktion („Netflix Original“), produziert von der Firma No Ficción.

## Auszeichnungen
Mit Ein Polizei-Film konkurrierte Ruizpalacios zum zweiten Mal nach 2018 um den Goldenen Bären, den Hauptpreis der Berlinale. Editor Yibrán Asuad gewann den Silbernen Bären für eine herausragende künstlerische Leistung.